# Kjell-Göran Broström
Kjell-Göran "Fille" Broström, född 31 januari 1951, är en tidigare svensk bandyspelare i IF Viken, IF Boltic och Göta.
Han blev stor matchhjälte i den avgörande kvalmatchen till allsvenskan mot Nässjö 1976 när han med sina två mål sköt upp Boltic i allsvenskan. En annan höjdpunkt i karriären var när han i SM-finalen 1980 gjorde tre mål och utsågs till matchens lirare när IF Boltic slog Sandviken med 5-3. 
Broström kom till Boltic 1975 och fick vara med om att vinna fyra SM-guld. 1982 lämnade han Boltic för att spela för Göta, där han spelade tre säsonger.